# Quasar (moto)
Le Quasar est une moto du type « pieds en avant » pourvue d’un toit, inventée par Malcolm Newell et Ken Leaman, dont la production s’est étalée entre 1975 et 1982.
Ce modèle est basé sur le moteur de la voiture à trois roues Reliant Robin, et peut atteindre, voire dépasser, dans de bonnes conditions, 145 à 160 km/h.

## Conception
Le conducteur est assis, les pieds en avant, dans l’habitacle, contrairement aux motos plus classiques où il enfourche usuellement le véhicule.
Le Quasar est muni d’un toit recouvrant son pilote, ce qui est inhabituel pour ce type de véhicule. La moto est munie d’un pare-brise en verre feuilleté et d’essuie-glaces, comme une voiture. La structure du cockpit oblige le conducteur à bouger souvent la tête afin d’éviter les angles morts dus aux montants métalliques sur les côtés.
Un coffre de stockage de 60 L est disponible derrière le conducteur.

## Production
Entre 1975 et 1982, 21 exemplaires sont produits.